# Селищи (Боровиковский сельсовет)
Селищи (бел. Се́лішчы) — деревня в Боровиковском сельсовете Светлогорского района Гомельской области Республики Беларусь.

## География

### Расположение
В 14 км на юго-восток от Светлогорска, 15 км от железнодорожной станции Светлогорск-на-Березине (на линии Жлобин — Калинковичи), 100 км от Гомеля.

## Транспортная сеть
На автодороге Светлогорск — Горваль. Планировка состоит из дугообразной улицы, ориентированной с юго-востока на северо-запад, застройка двусторонняя, деревянная, усадебного типа.

## История
Обнаруженное археологами городище (в 1,5 км на юг от деревни) свидетельствует о деятельности человека в этих местах с давних времён. Современная деревня согласно письменным источникам известна с XIX века как селение в Якимовослободской волости Речицкого уезда Минской губернии. Дворянин Крюковский владел здесь в 1869 году 160 десятинами земли. В 1879 году обозначена в числе селений Паричского церковного прихода.
С 8 декабря 1926 года до 30 декабря 1927 года центр Селищанского сельсовета Горвальского, с 4 августа 1927 года Речицкого районов Речицкого с 9 июня 1927 года Гомельского округов. В 1931 году жители вступили в колхоз. Во время Великой Отечественной войны в июне 1942 года оккупанты полностью сожгли деревню и убили 5 жителей. Согласно переписи 1959 года располагались фельдшерско-акушерский пункт, клуб.

## Население

### Численность
- 2004 год — 40 хозяйств, 65 жителей

### Динамика
- 1897 год — 21 двор, 163 жителя (согласно переписи)
- 1940 год — 87 дворов, 271 житель
- 1959 год — 381 житель (согласно переписи)
- 2004 год — 40 хозяйств, 65 жителей

## Достопримечательность
- Курганный могильник периода раннего Средневековья (X–XIII вв.), 1,5 км северо-западнее деревни, урочище Гайдуковичи —  Историко-культурная ценность Республики Беларусь, шифр 313В000775

## Галерея

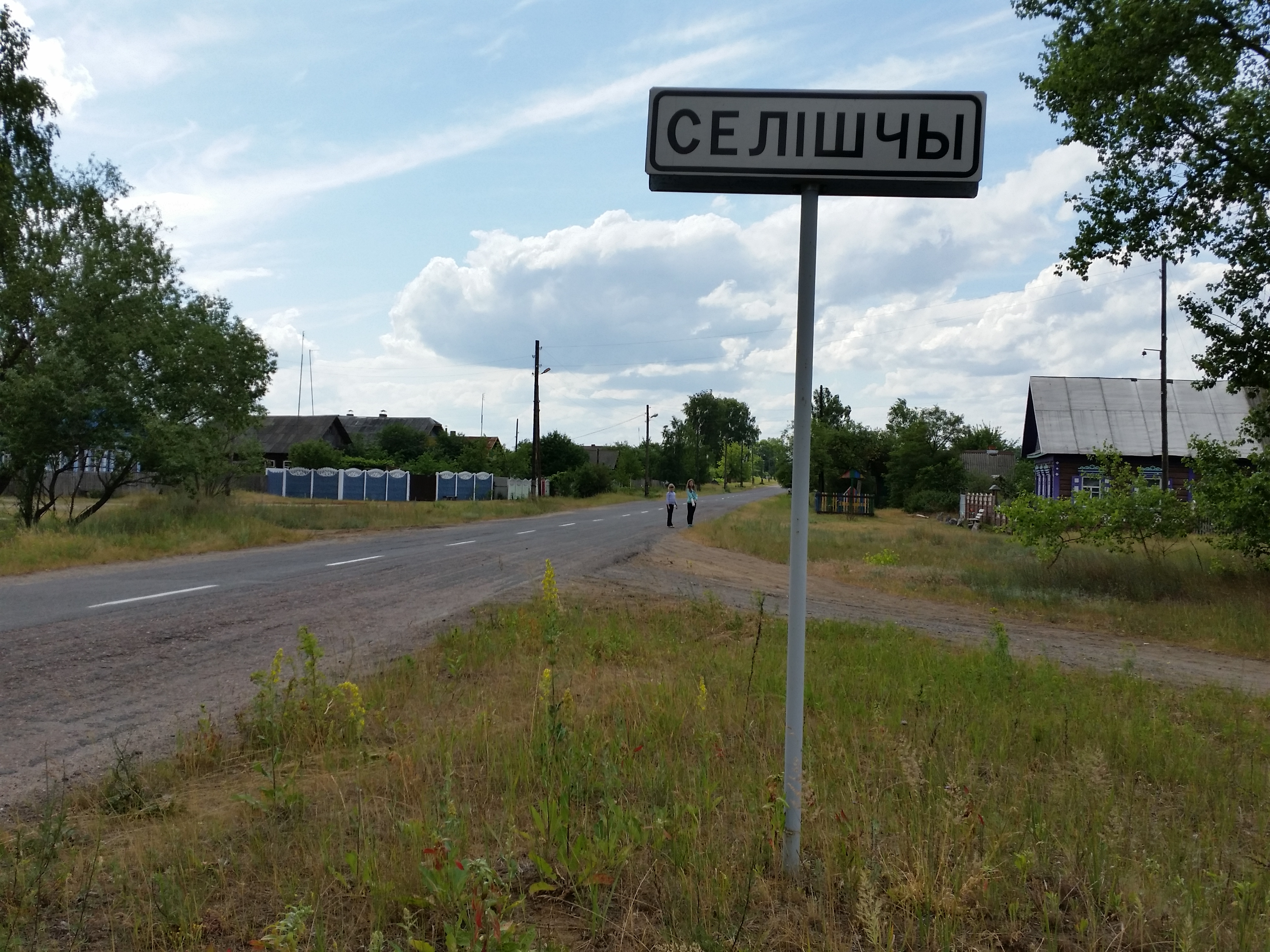
Въезд со стороны Чернеек
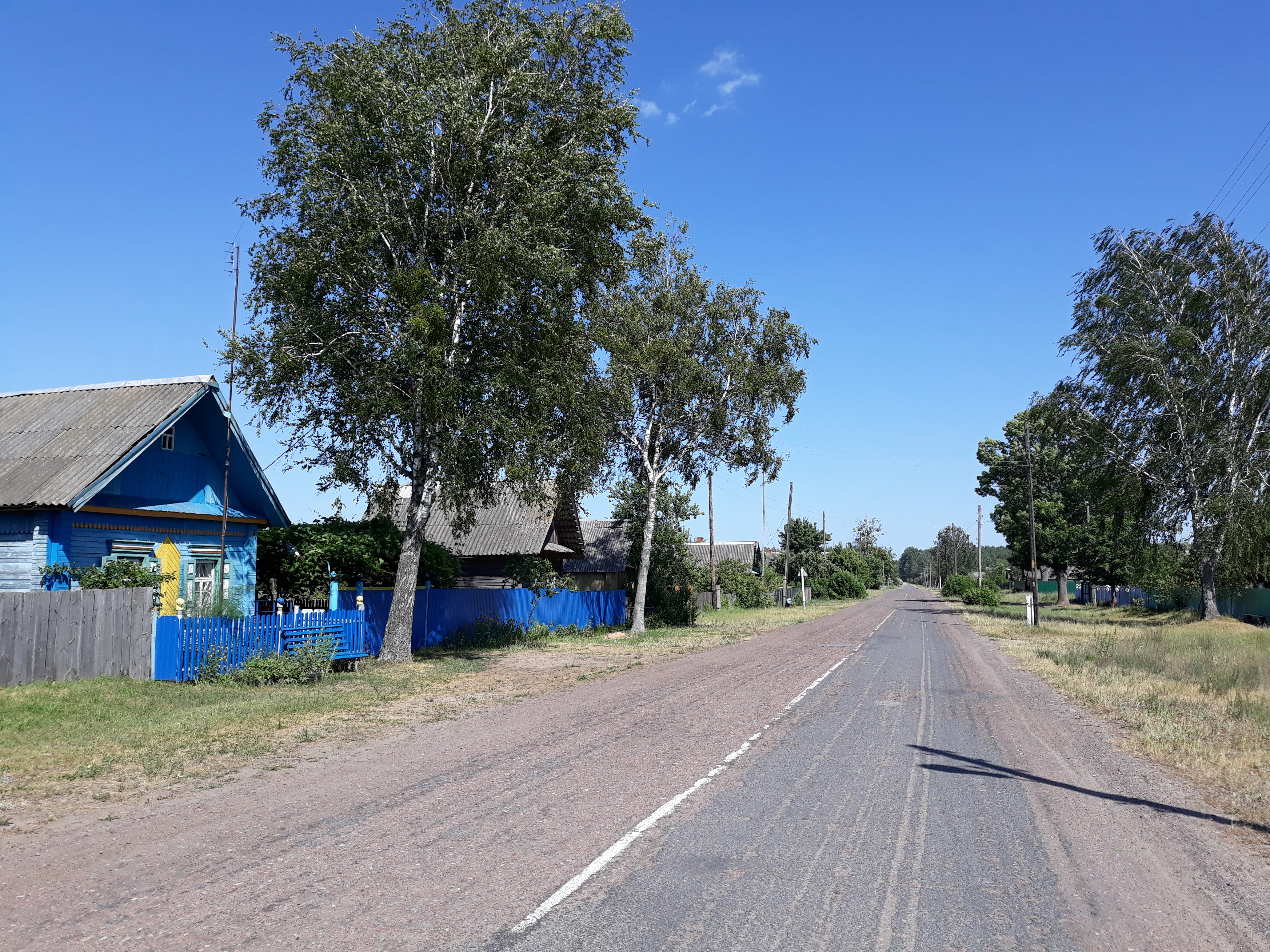
Улица
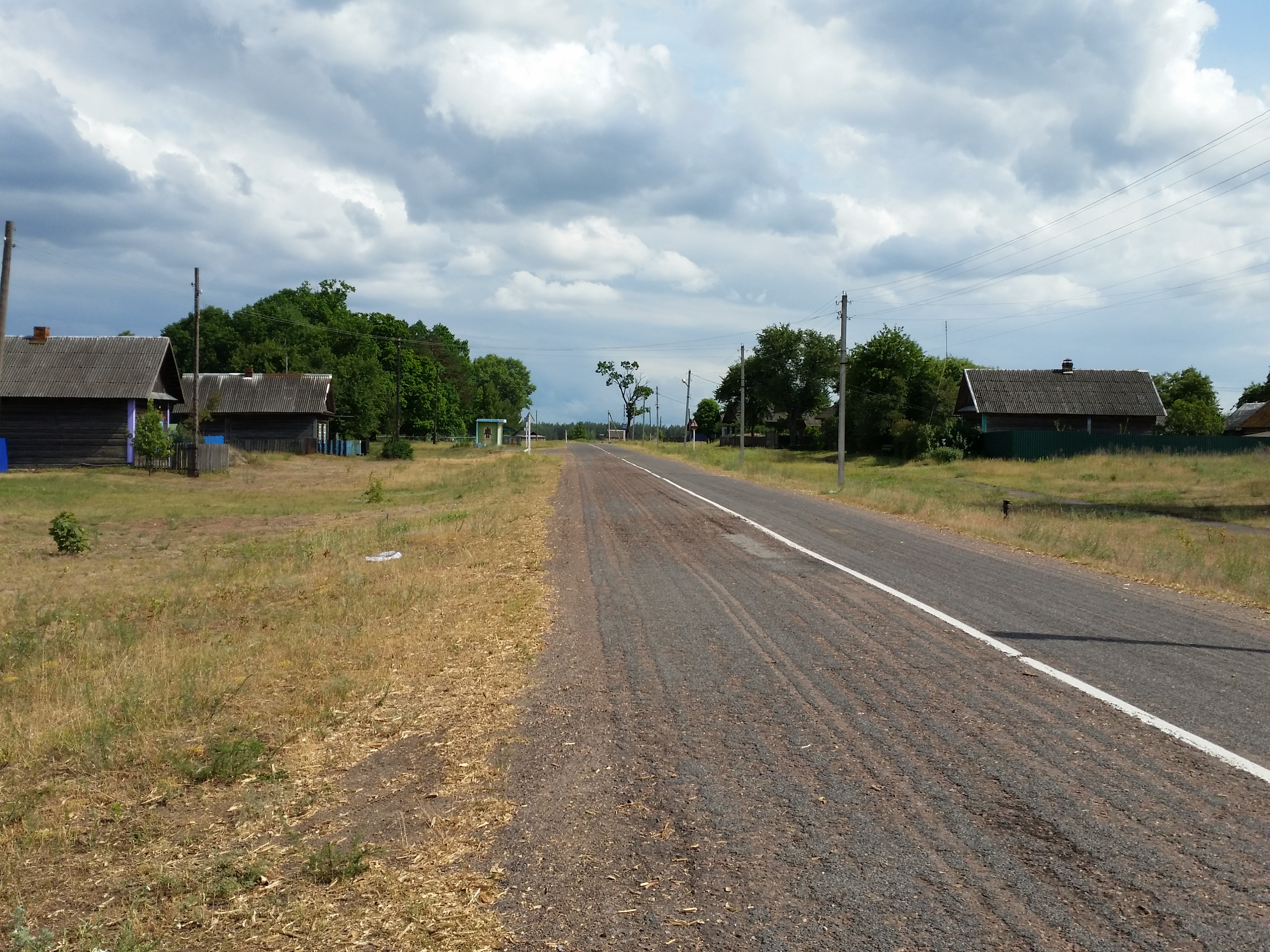
ул. Центральная
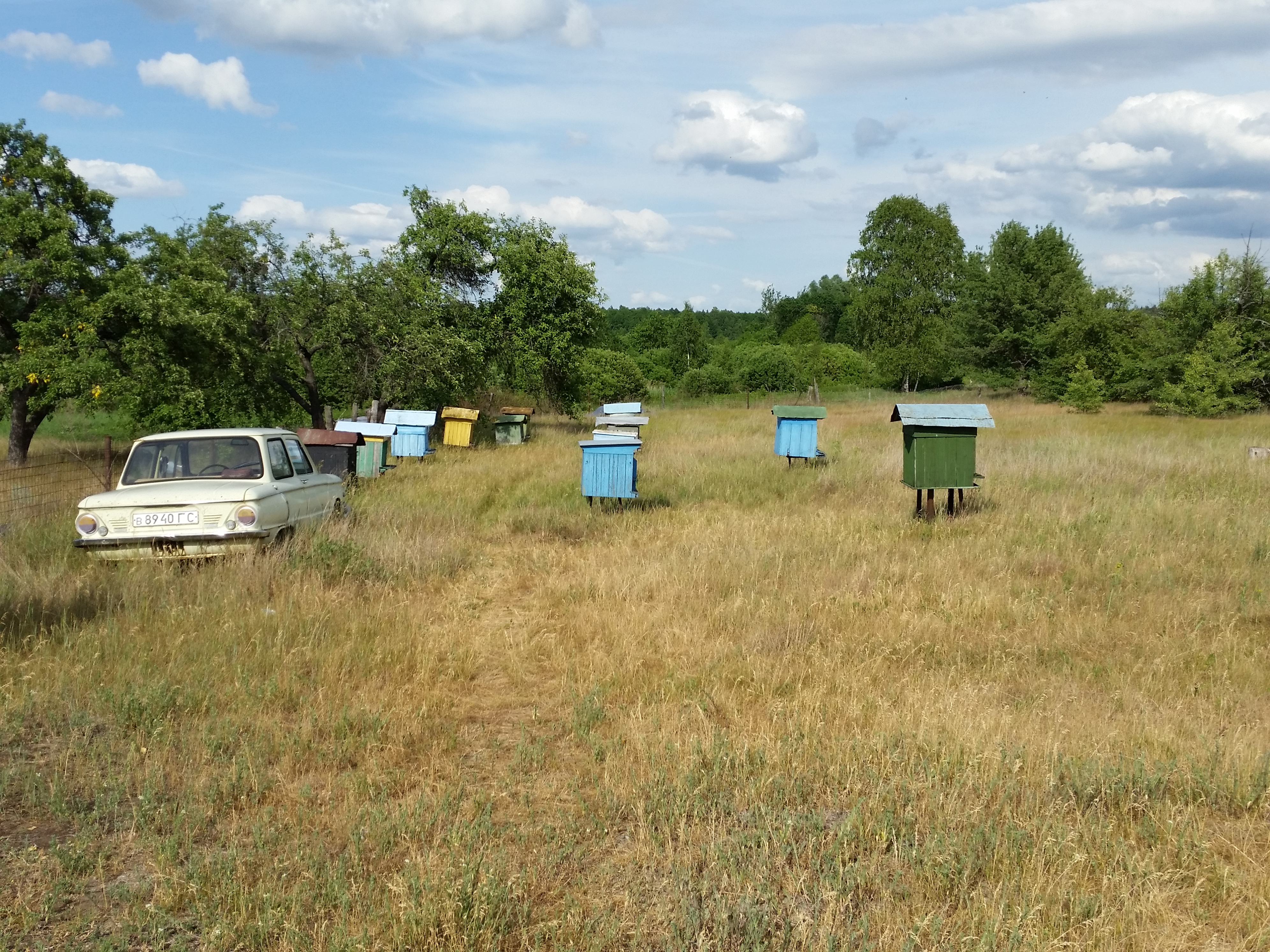
Пасека
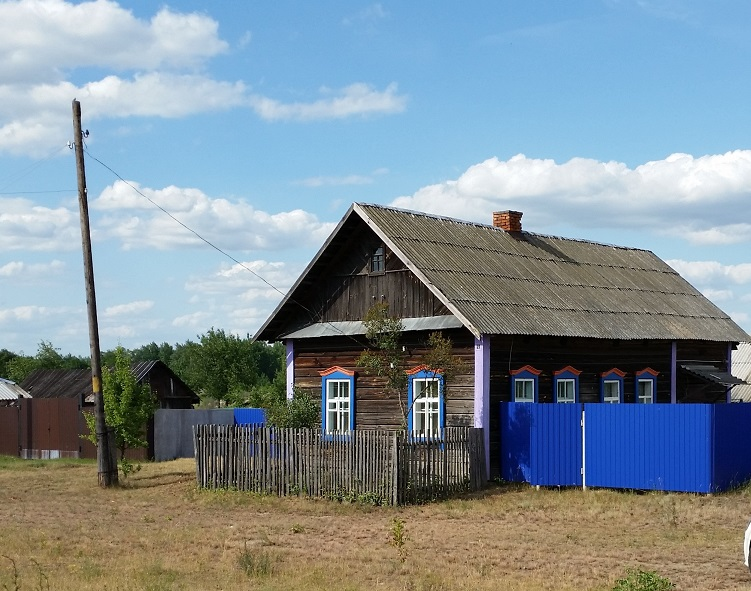
ул. Центральная